# Odax

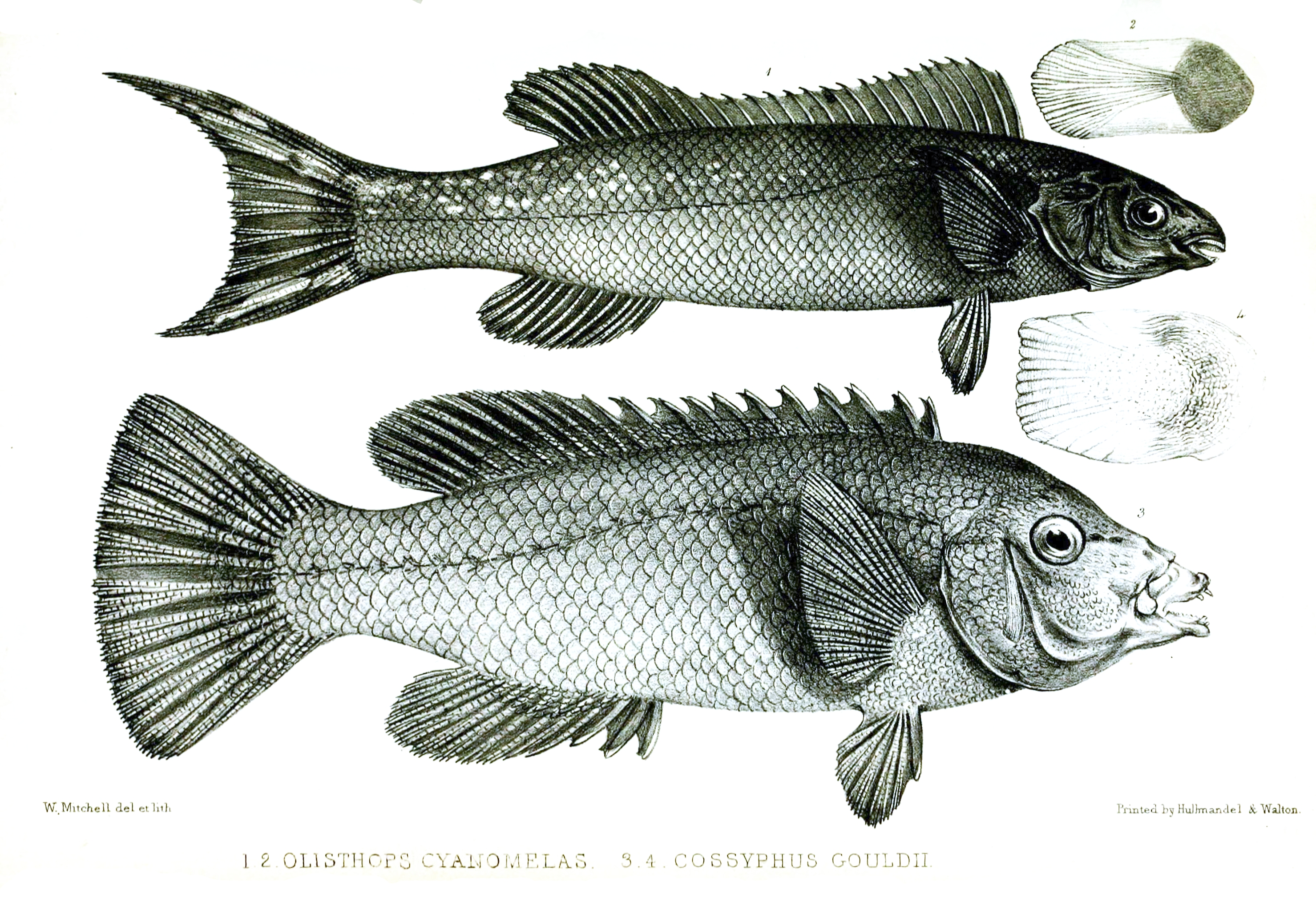
Odax cyanomelas (1 i 2) i Achoerodus gouldii (3 i 4)

Odax és un gènere de peixos pertanyent a la família dels odàcids.

## Taxonomia
- Odax acroptilus (Richardson, 1846)[2]
- Odax cyanoallix (Ayling & Paxton, 1983)[3]
- Odax cyanomelas (Richardson, 1850)[4]
- Odax pullus (Forster, 1801)[5][6][7][8]